# Mata Nacional do Choupal
A Mata Nacional do Choupal, localizada em Coimbra, Portugal, imortalizada pelos poetas, nasceu da necessidade de quebrar a impetuosidade das cheias do Mondego.

## História
Em 1791, o padre jesuíta Estevão Cabral (1734 – 1811) comandava um grande projecto que se destinava a tentar diminuir o assoreamento provocado pelo rio Mondego.
O Choupal foi afinal plantado, tendo como primeira função a fixação de terrenos marginais e, posteriormente, a difusão das cheias através dos valeiros que a atravessam. Foram muitas, muitas árvores que desde o século XIX desafiaram o tempo crescendo. Tem na sua composição uma colecção de espécies que integravam as matas climácicas ribeirinhas, nomeadamente o Choupo, o Amieiro, o Freixo, Salgueiros, o Ulmeiro e o Lodão. 

## Caraterização
Com uma área de 80 hectares, a mata do Choupal bordeja o rio Mondego numa extensão de 2 km.
Com o crescimento do arvoredo, adveio-lhe a função de recreio e lazer, que ainda hoje se mantém: É o espaço que muitos habitantes da Cidade utilizam para pôr a sua forma física em dia.

### Renovação em 2021
Em fevereiro de 2021, foi anunciado pelo, Instituto da Conservação e da Natureza e Florestas que vai avançar com um projeto de recuperação da mata em zonas afetadas pela tempestade "Leslie".
As intervençõesdevem decorrer até final de março e incidem na poda e corte de 700 árvores, beneficiação de 4,5 hectares de caminhos pedestres e rearborização de algumas áreas da mata com 5.000 espécies folhosas autóctones.
"É um projeto de requalificação impactante para a Mata do Choupal, daí sensibilizarmos as pessoas de que o ICNF está a trabalhar com o propósito de as pessoas passearem neste espaço em segurança", disse a diretora regional do Centro daquele instituto, Fátima Reis.
Com um investimento de 98 mil euros, comparticipado com fundos nacionais e comunitários, no âmbito do Plano de Desenvolvimento Rural 2020.

## Localização
A Mata Nacional do Choupal situa-se a Nordoeste da cidade de Coimbra, na margem direita do rio Mondego e servida pela E.N. 111, que liga esta cidade à Figueira da Foz; ou pela estação ferroviária de Coimbra-B. Ocupa terrenos das freguesias de Santa Cruz e São Martinho do Bispo.

## Zonamento
Em termos de características e sensibilidade da mata, no Choupal podem-se distinguir três zonas fundamentais:
- A Zona Nascente, desde o início da mata até ao Valeiro do Armazém; corresponde a uma área de utilização moderada pelo que apenas está instalado um percurso pedonal denominado "Floresta Viva".
- A Zona Central, desde o Valeiro do Armazém ao Valeiro do Meio; sendo esta a área de maior carga motivada pela implantação de inúmeras infra-estruturas: Sede do Instituto da Conservação da Natureza e das Florestas, parque de merendas, bar, zona desportiva, circuito de manutenção e casa de apoio ao desporto.
- A Zona Ocidental, do Valeiro do Meio até ao fundo da Mata; intercala espaços de utilização média com outros de utilização moderada, situando-se neste último o Centro de Reprodução do Caimão e o percurso pedonal "Vida Aquática". Pode ainda encontrar-se nesta zona o Jardim de Plantas Aromáticas e Medicinais, o Borboletário, a Mostra de Aparelhos de Elevação de Água e, futuramente, o núcleo museológico e a oficina de trabalhos em madeira. Esta área tem ainda um percurso equestre disponível, servindo o vizinho Centro Hípico.